# Asterix und die Wikinger
Asterix und die Wikinger ist der achte Asterix-Zeichentrickfilm aus dem Jahr 2006, der auf dem 1966 erstmals erschienenen Band Asterix und die Normannen basiert. Neben der deutschen Synchronfassung entstand auch eine schweizerdeutsche Version, die in den Kinos der Schweiz gezeigt wurde.

## Handlung
Das kleine gallische Dorf bekommt Besuch von Grautvornix, dem Neffen des Häuptlings. Asterix und Obelix sollen aus dem in Lutetia aufgewachsenen Jüngling einen ganzen Mann machen. So beginnen sie mit seiner Ausbildung. Dabei müssen sie feststellen, dass Grautvornix ein Schwächling und ziemlicher Feigling ist. Grautvornix seinerseits fühlt sich in dem Dorf unwohl, denn er findet die Umstände dort provinziell.
Im hohen Norden hingegen leben die Wikinger. Dieses unerschrockene Volk ist frustriert, weil bei ihren Plünderungen immer schon vorher alle Bewohner der Dörfer fliehen. Der Seher Kryptograf erzählt dem Häuptling der Wikinger, dass Angst Flügel verleihen soll und deshalb die Bewohner der Dörfer alle verschwunden sind. Der Häuptling möchte auch fliegen können und so fordert er Kryptograf auf, den Angst-Champion zu finden. In seiner Not deutet Kryptograf auf die Karte und dabei ausgerechnet auf das Dorf der Gallier. Der Häuptling beschließt nun, die Gallier heimzusuchen, um von ihnen zu lernen was Angst ist. Abba, die aufmüpfige Tochter des Wikingerhäuptlings, möchte auch mit auf die Reise gehen, doch ihr Vater verbietet es. Abba schmuggelt sich jedoch als Mann verkleidet auf das Schiff, wird aber auf dem Meer entdeckt. Als die Wikinger in Gallien anlegen, entdeckt der Sohn von Kryptograf ausgerechnet Grautvornix, welcher eigentlich auf dem Weg zurück nach Lutetia ist, und hält ihn für den Angst-Champion. Er bringt ihn auf das Wikingerschiff und die Wikinger treten die Heimreise an. Bei den Galliern bleibt das Verschwinden von Grautvornix nicht unbemerkt und so schickt der gallische Häuptling Majestix Asterix und Obelix auf die Suche nach seinem Neffen.
Auf dem Schiff der Wikinger macht Abba die Bekanntschaft mit Grautvornix und verliebt sich in ihn. Wieder zu Hause angelangt feiern die Wikinger ein ausgelassenes Fest zu Ehren des Champions. Auch Grautvornix entwickelt für Abba eine größere Sympathie, als plötzlich Asterix und Obelix auftauchen und ihn mitnehmen wollen. Doch Grautvornix will nicht gerettet werden und hält den beiden vor, dass seine Zeit in ihrem Dorf ein Alptraum war. Verletzt verlässt Obelix die Party, Asterix eilt ihm nach. Zwar zeigt Grautvornix ein schlechtes Gewissen, wird jedoch von Abba zurückgeholt. Wieder im Haus werden sie Zeuge, wie Kryptograf von Maulaf verlangt, dass Olaf als Lohn für das Finden und Ergreifen des Champions Abba heiraten darf. Empört will diese mit Grautvornix verschwinden, jedoch werden sie aufgehalten und getrennt. Am nächsten Morgen gerät der "Champion" in Bedrängnis, weil er etwas vorfliegen soll. Kann er das nicht, gibt es keine Hochzeit. Also nutzt Kryptograf einen Moment, in dem er die anderen ablenkt aus, um Grautvornix ein Seil um die Hüfte zu binden, das an einer Angel von Olaf hängt: Anscheinend kann er doch fliegen. Während sämtliche Wikinger sich auf den Weg zur Hochzeit machen, möchte Kryptograf Grautvornix loswerden, kann das Seil, das ihn hält, aber nur anritzen. Bevor Grautvornix abstürzt, fangen ihn Asterix und Obelix auf. Überglücklich entschuldigt er sich bei ihnen.
Auf dem Boot, mit dem die Drei ihre Heimreise antreten wollen, kommt es jedoch zu einem Disput zwischen Asterix und Obelix, ob sie Abba mitnehmen sollen oder nicht. Grautvornix nutzt diesen aus, um Asterix die Flasche mit Zaubertrank zu entwenden und einen Schluck davon zu nehmen. Er begibt sich daraufhin zur Hochzeit zwischen Abba und Olaf, die er – gestärkt durch den Zaubertrank – verhindern kann. Olaf nimmt jedoch die Verfolgung auf. Nach einer langen Verfolgungsjagd wird Grautvornix schließlich gestellt. Inzwischen hat jedoch die Wirkung des Zaubertranks nachgelassen. Glücklicherweise kommen Asterix und Obelix zu Hilfe, um die anderen Verfolger aufzuhalten. Als Abba jedoch vorschlägt, Grautvornix solle mit ihr wegfliegen, muss dieser zugeben, dass er das nicht kann. Wütend läuft sie davon, während Olaf unter Eisschollen versunken ist. Er taucht aber wieder auf, fest entschlossen, seinen Nebenbuhler zu töten. Glücklicherweise bringt SMSix, Grautvornix’ Taube, Asterix und Obelix rechtzeitig auf seine Spur.
Im letzten Moment kann Abba Olaf davon abhalten, Grautvornix umzubringen. Olaf stolpert auf einen Geysir, aus dem eine Säule heißen Dampfes ihn in die Luft schleudert. Als er wieder runterfällt, treffen sämtliche Wikinger ein. Der dusselige Olaf verrät unbewusst, dass Grautvornix’ Flug nur ein Trick von ihm und seinem Vater war. Der wütende Maulaf will Kryptograf daraufhin in eine Schlucht stürzen, jedoch krallt dieser sich an Abbas Umhang fest und reißt sie mit sich, ebenso wie Grautvornix, der Abba retten will. Das Schicksal der beiden Verliebten scheint besiegelt, bis Grautvornix eine mitgebrachte Flugapparatur, einen Drachenflieger, auspackt und beide so im letzten Moment dem Tod entrinnen. Danach kehren die Gallier zusammen mit den Wikingern nach Aremorica zurück, um in ihrem Dorf die Heirat von Grautvornix und Abba zu feiern. Auch versöhnen sich Grautvornix und sein Vater, die offenbar, durch unterschiedliche Auffassungen davon, wie man ein ganzer Mann ist, ein schwieriges Verhältnis hatten.
Auf dieser Feier wird Troubadix, der Barde des Dorfes, vom Häuptling der Wikinger dazu ermutigt, ein Lied zum Besten zu geben. Die Gesangskunst des Barden ist jedoch so schrecklich, dass die Wikinger zum ersten Mal erfahren, was Angst ist, und Hals über Kopf auf ihr Schiff fliehen und sich davon machen.

## Kritiken
Cinema befand: „Die 22 Millionen Euro teure Verfilmung des 1967 erschienenen Albums „Asterix und die Normannen“ ist zwar keine Offenbarung, aber solide animiert und mit ein paar netten Ideen gespickt. […] Fazit: Auch beim neuesten Abenteuer der schlagfertigen Gallier kann man Spaß haben. Den größten allerdings, wenn man unter zwölf Jahre alt ist “
Blickpunkt: Film schrieb: „Das achte animierte Abenteuer spinnt eine harmlos-sympathische Geschichte, in der die wichtigsten Standards der Galliersaga eingearbeitet sind. Auch wenn man sich Figuren und Story frecher und origineller vorstellen könnte, wird dem Retro-Charme der Comics Rechnung getragen.“
Das Lexikon des internationalen Films meinte: „Der Zeichentrickfilm verbindet den gleichnamigen Comic-Klassiker aus dem Jahr 1967 mit einigen Anpassungen an die veränderten Gegebenheiten, schreckt dabei aber nicht vor Anbiederungen ans vermeintliche Zielpublikum zurück. Zudem mangelt es dem zeichnerisch passablen Film an Wortwitz und zündenden Einfällen.“

## Synchronisation
| Rolle          | Originalsprecher | Deutsche Fassung (2006) | Schweizerdeutsche Fassung (2006) |
| -------------- | ---------------- | ----------------------- | -------------------------------- |
| Asterix        | Paul Giamatti    | Christian Tramitz       | Erich Vock                       |
| Obelix         | Brad Garrett     | Tilo Schmitz            | Mike Müller                      |
| Miraculix      | Jeff Bennett     | Thomas Reiner           | Heiner Hitz                      |
| Majestix       | Daran Norris     | Wolfgang Völz           | Erwin Leimacher                  |
| Troubadix      | Jess Harnell     | Kai Taschner            | Rudolf Ruch                      |
| Grautvornix    | Sean Astin       | Michael Schmidt         | Edward Piccin                    |
| Kryptograf     | Greg Proops      | Dieter Hallervorden     | Heiner Hitz                      |
| Abba           | Evan Rachel Wood | Nora Tschirner          | Viola Tami                       |
| Olaf           | Diedrich Bader   | Götz Otto               | Rudolf Ruch                      |
| Olaf Maulaf    | John DiMaggio    | Wolfgang Hess           | Roberto Bargellini               |
| Erzähler       | Jeff Bennett     | Joachim Höppner         | –                                |
| Baba           | –                | Thomas Albus            | –                                |
| Oleaginus      | –                | Gerd Meyer              | Peter Hottinger                  |
| Automatix      | John DeMita      | Christoph Jablonka      | Roy Gablinger                    |
| Dompfaf        | John DeMita      | Joscha Fischer-Antze    | –                                |
| Dubbledekabus  | Dwight Schultz   | Claus Brockmeyer        | –                                |
| Ganzbaf / Araf | Jack Fletcher    | Thomas Rauscher         | Roy Gablinger                    |
| Gutemine       | Grey DeLisle     | Angelika Bender         | Fabienne Hadorn                  |
| Methusalix     | –                | Claus-Peter Damitz      | –                                |
| Ozeanix        | Corey Burton     | Achim Geisler           | Daniel Buser                     |
| Verleihnix     | Diedrich Bader   | Gerhard Jilka           | –                                |
| Vikea          | April Winchell   | Katharina Lopinski      | Sandra Studer                    |

## Trivia
In einer der ersten Szene des Films singt Grautvornix das Lied Get Down on It von Kool & the Gang.